# Филатовка (Крым)
Фила́товка (укр. Філатівка, крымскотат. Filatovka, Филатовка) — село в Красноперекопском районе Республики Крым, административный центр Филатовского сельского поселения (согласно административно-территориальному делению Украины — Филатовского сельского совета Автономной Республики Крым).

## Население
| 2001 | 2014 |
| ---- | ---- |
| 1121 | ↘516 |

Всеукраинская перепись 2001 года показала следующее распределение по носителям языка
| Язык             | Процент |
| ---------------- | ------- |
| русский          | 49.06   |
| украинский       | 28.99   |
| крымскотатарский | 16.41   |
| молдавский       | 3.12    |
| другие           | 0.89    |

## Современное состояние
На 2017 год в Филатовке числится 7 улиц; на 2009 год, по данным сельсовета, село занимало площадь 46 гектаров, на которой в 297 дворах проживало 812 человек, в селе действуют Дом культуры, библиотека, фельдшерско-акушерский пункт, отделение Почты России. Филатовка связана автобусным сообщением с райцентром и соседними населёнными пунктами..
Основу экономической жизни как села, так и Филатовского сельского совета в целом составляет сельское хозяйство и освоение ресурсов Сиваша.

## География
Филатовка расположена на севере района на Перекопском перешейке, у границы с территорией Армянского горсовета, — самое северное село района, высота центра села над уровнем моря — 10 м. Ближайшие сёла: Карпова Балка в 2,5 км на юг и Пятихатка в 3,5 км на юго-запад. Расстояние до райцентра — около 23 километров (по шоссе), ближайшая железнодорожная станция — Армянск (на линии Джанкой — Армянск) — примерно 21 километр. Транспортное сообщение осуществляется по региональной автодороге 35Н-308 от шоссе 35А-001 граница с Украиной — Джанкой — Феодосия — Керчь до Филатовки (по украинской классификации — С-0-10737).

## История
Впервые в доступных источниках название встречается в Статистическом справочнике Таврической губернии 1915 года, согласно которому в деревне Филатовка (казённый участок № 1) Воинской волости Перекопского уезда числилось 20 дворов с русским населением в количестве 130 человек приписных жителей, из которых 60 мужчин и 70 женщин. Жители землёй не владели, но за селением числилось 1018 десятин удобной земли. В хозяйствах имелось 80 лошадей.
После установления в Крыму Советской власти, по постановлению Крымревкома от 8 января 1921 года № 206 «Об изменении административных границ» была упразднена волостная система, Перекопский уезд переименовали в Джанкойский, в котором был образован Ишуньский район, в состав которого включили село, а в 1922 году уезды получили название округов. 11 октября 1923 года, согласно постановлению ВЦИК, в административное деление Крымской АССР были внесены изменения, в результате которых округа были отменены, Ишуньский район упразднён и село вошло в состав Джанкойского района. Согласно Списку населённых пунктов Крымской АССР по Всесоюзной переписи 17 декабря 1926 года, в селе Филатовка, Армяно-Базарского сельсовета Джанкойского района, числилось 18 дворов, все крестьянские, население составляло 103 человека, из них 99 украинцев, 1 белорус, 1 латыш, 1 русский, 1 чех . Постановлением ВЦИК от 30 октября 1930 года был восстановлен Ишуньский район и село, вместе с сельсоветом, включили в его состав. В 1936 году был организован колхоз имени Фрунзе, в который входили Карпова Балка и Филатовка. Постановлением Центрального исполнительного комитета Крымской АССР от 26 января 1938 года Ишуньский район был ликвидирован и создан Красноперекопский район с центром в поселке Армянск (по другим данным 22 февраля 1937 года). На километровой карте РККА 1941 года в Филатовке обозначено 60 дворов.
С 25 июня 1946 года Филатовка в составе Крымской области РСФСР, а 26 апреля 1954 года Крымская область была передана из состава РСФСР в состав УССР. В 1956 году колхоз имени Фрунзе вошел в состав совхоза «Серый Каракуль». В 1958 году создан совхоз «Таврический», реорганизованный в 1968 году в совхоз «Филатовский». Время включения в Пятихатский сельсовет пока не выяснено: на 15 июня 1960 года село уже числилось в его составе. На 1968 год село входило в Армянский поссовет, на 1977 год — в Почётненский, с 1980 года — центр сельского совета. С 12 февраля 1991 года село в восстановленной Крымской АССР, 26 февраля 1992 года переименованной в Автономную Республику Крым. В 1996 году совхоз преобразован в коллективное сельскохозяйственное предприятие «Филатовское», которое в 2000 году разделилось на общество с ограниченной ответственностью СПКК «Колос» и СПК «Весна». С 21 марта 2014 года в составе Крыма аннексирована Россией.

### Известные жители
- Литвиненко, Иван Егорович — бригадир совхоза «Филатовский», Герой Социалистического Труда[42].